# YP体制
YP体制（わいぴーたいせい）とは、「戦後（第二次世界大戦後）の世界秩序」(戦後レジーム）を表す用語である。

## 概要
「Y」「P」は、それぞれ「ヤルタ(Yalta)」「ポツダム(Potsdam)」を意味しており、要するに「ヤルタ・ポツダム体制」のことである。
- 戦後の世界秩序は、いわゆる「ヤルタ会談」によって決定付けられ、米華英蘇豪加仏蘭新等の戦勝国による支配が決定的になった。これにより、各民族が当然に持つべきである民族自決の権利が侵害されている。
- また「ポツダム会談」により、大日本帝国はポツダム宣言を受諾し降伏したことで、GHQの占領下におかれ、「占領憲法・押しつけ憲法（日本国憲法）」を押し付けられ、亡国への道を辿っている。

と主張する文脈で用いられる場合が多い。